# Giacomo Vincenti
Pour les articles homonymes, voir Vincenti.
Giacomo Vincenti (mort en 1619) est un libraire italien et imprimeur de musique de Venise. Son nom est également orthographié Vincenci et Vincenzi.

## Carrière
Il commence l'impression en 1583, avec un partenaire, Ricciardo Amadino, avec lequel, entre 1583 et 1586, ils impriment une vingtaine de livres par an, pour la plupart des éditions de la musique. Bien que leur partenariat s'achève officiellement en 1586, ils utilisent ensuite encore les mêmes polices de caractères, collaborent sur certaines éditions et détiennent conjointement des droits dans d'autres. En 1587, Vincenti publie le Quatrième Livre de Madrigaux de Luca Marenzio, que le compositeur lui dédie.
Vincenti est en concurrence avec d'autres entreprises telles que Gardano, Scotto et Amadino ; cependant, ses productions sont de plus grande envergure et il ne publie que peu d'ouvrages non musicaux. Il est l'un des premiers éditeurs de musique à publier un catalogue, où les prix sont souvent spécifiés. Vincenti utilise la technique d'impression du caractère mobile, cependant ses éditions ne sont pas considérées comme particulièrement belles, même si elles ont une tendance à la précision.
Sa marque d'éditeur est une pomme de pin et le nom commercial Stampa della Pigna (« Presse de la pomme de pin »). Son nom latinisé apparaît quelques fois ainsi : Jacobum Vincentium.
Après sa mort, ses fils Vicenzo et Alessandro lui succèdent.

## Publications

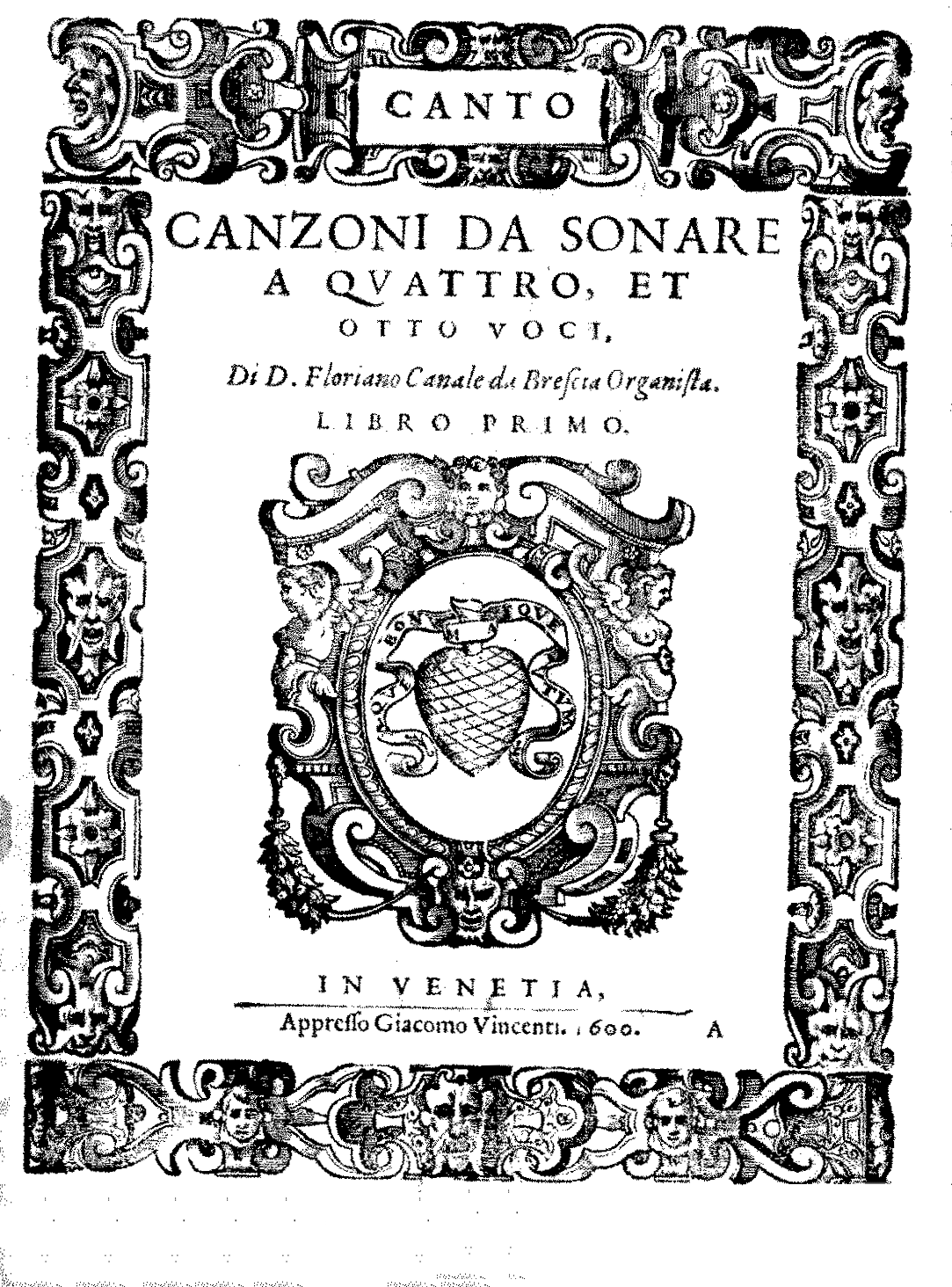
Page de titre des Canzoni da sonare de Floriano Canale. Publiées chez Giacomo Vincenti à Venise vers 1600.

Vincenti publie les œuvres de la plupart des grandes compositeurs italiens du nord, notamment :
- Giovanni Croce (55 éditions)
- Lodovico Grossi da Viadana (53 éditions)
- Luca Marenzio
- Giammateo Asola
- Adriano Banchieri (compositions et traités)
- Stefano Bernardi
- Antonio Cifra
- Alessandro Grandi
- Felice Anerio
- Girolamo Diruta (compositions et traités)
- Ignazio Donati
- Ruggiero Giovannelli
- Giulio Caccini (réimpression de Le nuove musiche et Euridice)
- Vincenzo Pellegrini
- Cesare Tudino

Des recueils, dont :

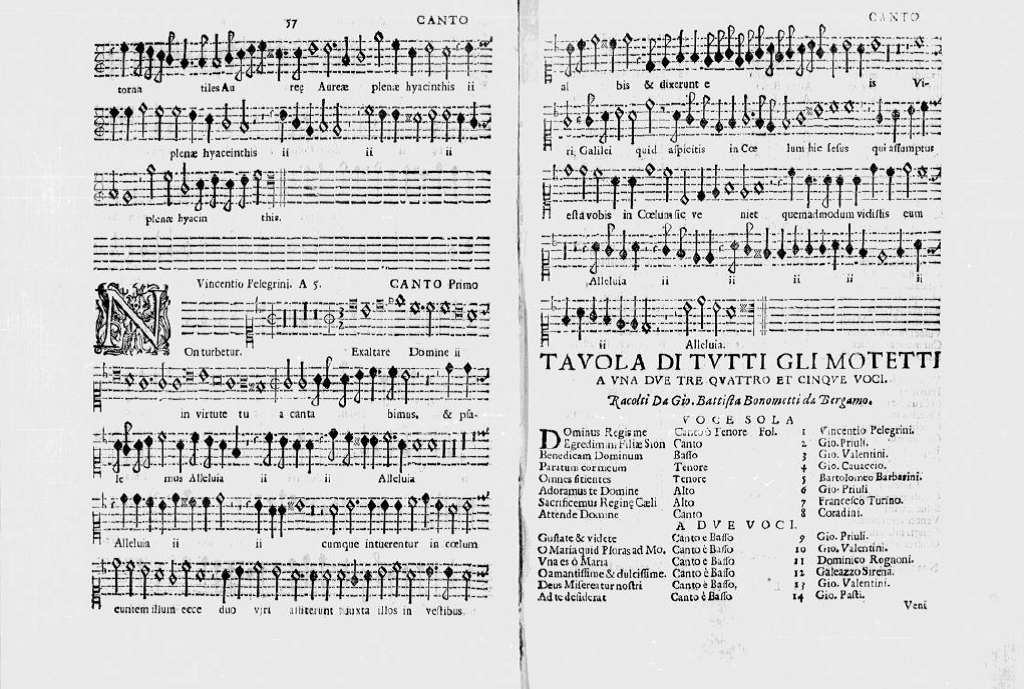
Une page du Parnassus Musicus Ferdinandaeus, imprimé par Giacomo Vincenti à Venise en 1615.

- Parnassus Musicus Ferdinandaeus (1615)

Et des traités musicaux de :
- Giovanni Bassano
- Riccardo Rognoni
- Giovanni Battista Bovicelli
- Giovanni Battista Spadi
- Bernardino Bottazzi
- Giovanni Artusi (notamment L'Artusi, overo Delle imperfettioni della musica moderna, ce qui est important dans le débat entre Artusi et de Claudio Monteverdi)
- Romano Micheli